# Монархия в Онтарио
По договоренности с Канадской федерацией канадская монархия действует в Онтарио как ядро парламентской демократии в вестминстерском стиле. Таким образом, Корона в пределах юрисдикции Онтарио может упоминаться как Корона в праве Онтарио (англ. the Crown in Right of Ontario), Ее Величество в праве Онтарио (англ. Her Majesty in Right of Ontario), Королева в праве Онтарио (англ. the Queen in Right of Ontario) или Ее Величество Королева в праве Онтарио (англ. Her Majesty the Queen in Right of Ontario). Конституционный акт 1867 года, однако, оставляет Онтарио множество функций, конкретно возложенных на наместника суверена, лейтенант-губернатора Онтарио, чье непосредственное участие в управлении ограничено общепринятыми положениями конституционной монархии.

## Конституционная монархия в Онтарио
Роль Короны является как юридической, так и практической; она функционирует в Онтарио так же, как и во всех других провинциях Канады, будучи центром конституционного конструкта, в котором институты власти, действующие под властью суверена, разделяют власть остальных институтов. Таким образом, она является основой исполнительной, законодательной и судебной ветвей власти провинции. Канадский монарх — с 6 февраля 1952 года королева Елизавета II — представлена и выполняет свои обязанности через лейтенант-губернатора Онтарио, чье непосредственное участие в управлении ограничено общепринятыми положениями конституционной монархии, при этом большинство связанных с ним полномочий возложено на избранных парламентариями министров Короны, а также судьей и мировых судей. Сегодня Корона в основном выступает гарантом непрерывного и стабильного управления и внепартийной защиты от злоупотребления властью. Эта договоренность началась согласно британскому Акту о Северной Америке 1867 года и продолжила непрерывную линию деятельности монархического правительства, функционировавшую до начала XVII-го века. Однако, хотя Онтарио имеет свое собственное правительство, в котором лейтенант-губернатор, как представитель Королевы, Онтарио не является королевством.
Церемониальная анфилада комнат в Законодательном здании Онтарио в Торонто используется как служебное помещение и как официальное место проведения мероприятия лейтенант-губернатором, сувереном и другими членами канадской королевской семьи. Лейтенант-губернатор проживает в своем собственном особняке, хотя правительство провинции может предоставить ему жилье, если он или она не из Торонто. Королева и ее родственники во время визитов проживают в отеле в Онтарио.

### Королевские ассоциации
Члены королевской семьи выполняют церемониальные обязанности во время тура по провинции; королевские лица не получают никакого личного дохода за свои услуги, только расходы, связанные с выполнением этих обязательств, финансируются как Короной Канады, так и Онтарио в их соответствующих советах. Памятники по всему Онтарио отмечают некоторые из тех посещений, в то время как другие отражают королевскую персону или связанное с ней событие. Кроме того, монархический статус Онтарио иллюстрируется применяемыми королевскими названиями регионов, сообществ, школ и зданий, многие из которых также могут иметь определенную историю с членом или членами королевской семьи; например, Онтарио имеет по меньшей мере 47 различных объектов, названных в честь королевы Виктории: один округ, один город, 14 населенных пунктов и 31 физический объект. Также существуют ассоциации между короной и многими частными организациями в провинции; они могут быть учреждены Королевской хартией, получить королевский префикс и/или быть удостоены патронажа члена Королевской семьи. Примеры включают Королевский яхт-клуб Гамильтона, который находится под патронажем Чарльза, принца Уэльского, и получил свое королевское покровительство от королевы Виктории в 1891 году, и Королевскую музыкальную консерваторию в Торонто, которая, хотя и была основана в 1886 году, была учреждена королевской хартией короля Георга VI в 1947 году.
Главным символом монархии является сама верховная власть, ее образ (на портрете или на изображении), таким образом, она используется для обозначения государственной власти. Королевский вензель или корона также могут иллюстрировать монархию как символ власти, не ссылаясь на какого-либо конкретного монарха. Кроме того, хотя монарх не является важной фигурой в конституционных нормах Онтарио, они основаны на Короне как источнике чести и, таким образом, несут на себе символические знаки суверена.
Корона занимала особое место на протяжении всей истории Онтарио. Визит нашей королевы служит напоминанием об этом факте, и я считаю, что это может стать более памятным событием для наших молодых граждан, если оно будет подкреплено значительным образовательным процессом.
1973Томас Леонард Уэллс, министр образования Онтарио

## История
История монархии в Онтарио восходит к XVII веку, когда французские колонисты объявили Онтарио частью Новой Франции, колонии, основанной во имя короля Франции. Карл II позже создал Королевскую прокламацию на Земле Руперта, большой территории, которая включала северное Онтарио. После британского завоевания Новой Франции в 1760 году западная часть Пай-де-Аут (включая большую часть южного Онтарио) осталась отделенной от британской провинции Квебек.
После американской войны за независимость около 46 000 американских поселенцев, лояльных к короне, известных как лоялисты Объединенной империи, бежали на север в Квебек и другие британские колонии. Генерал-губернатор в совете предоставил каждой семье 0,81 км2 (200 акров) земли. В дополнение к лоялистам тысячи ирокезов и других индейцев были высланы из Нью-Йорка и других штатов, они переселялись под защитой короны на те земли, которые сейчас являются Онтарио. Несколько дюжин черных лоялистов также обосновались в Онтарио, хотя большинство укоренилось в Новой Шотландии. Подавляющее число чернокожих жителей Онтарио были рабами, привезенными в колонию американскими лоялистами.
В результате этого притока населения после войны за независимость западные районы Квебека были разделены, образовав новую провинцию Верхняя Канада в 1791 году. Верхняя Канада была воссоединена со своей восточной частью (Нижняя Канада), чтобы создать провинцию Канада, с принятием Акта о Союзе 1840 года. Провинция Онтарио была создана отдельно от западных границ Канады после создания Канадской Конфедерации в 1867 году. Несколько областей были включены в Онтарио в середине XIX и начале XX века, причем Онтарио достигло своих окончательных территорий в 1912 году.